# Долина монументов
Доли́на монуме́нтов или Долина памятников (навахо Tsé Biiʼ Ndzisgaii — «долина скал», англ. Monument Valley) — уникальное геологическое образование, расположенное на плато Колорадо, на северо-востоке штата Аризона и на юго-востоке штата Юта (США), вдоль границы между штатами; один из национальных символов Соединённых Штатов.
Представляет собой возвышенности из песчанника, самый большой из которых достигает 300 м в высоту. Долина почитается священной коренным народом навахо, на территории резервации которых она расположена. Кинокритик Кит Фиппс отмечал, что благодаря вестернам XX века, кинозрители вспоминают эти «пять квадратных миль [13 км2]..., когда представляют американский Запад».

## Описание
Представляет собой возвышенную равнину, являющуюся частью плато Колорадо. Верхний слой равнины, состоящий из мягких осадочных пород, был полностью разрушен, но над ровной пустынной поверхностью остался ряд скал — останцов, сложенных из менее податливого к выветриванию красного песчаника.
Некоторые наиболее выдающиеся скалы получили собственные имена — Восточная Варежка и Западная Варежка, Три Сестры и другие.
Температура в Долине монументов колеблется от -3 °C зимой до в среднем 30 °C летом. Среднее количество осадков составляет 240 мм в год, часть которых выпадает в виде снега.
В период с 1945 по 1967 год в южной части возвышенности Апварп (англ. Upwarp) добывался уран, который встречается в разбросанных областях конгломерата Шинарумп; а также ванадий и медь, встречавшиеся в урановых месторождениях.

## Достопримечательности

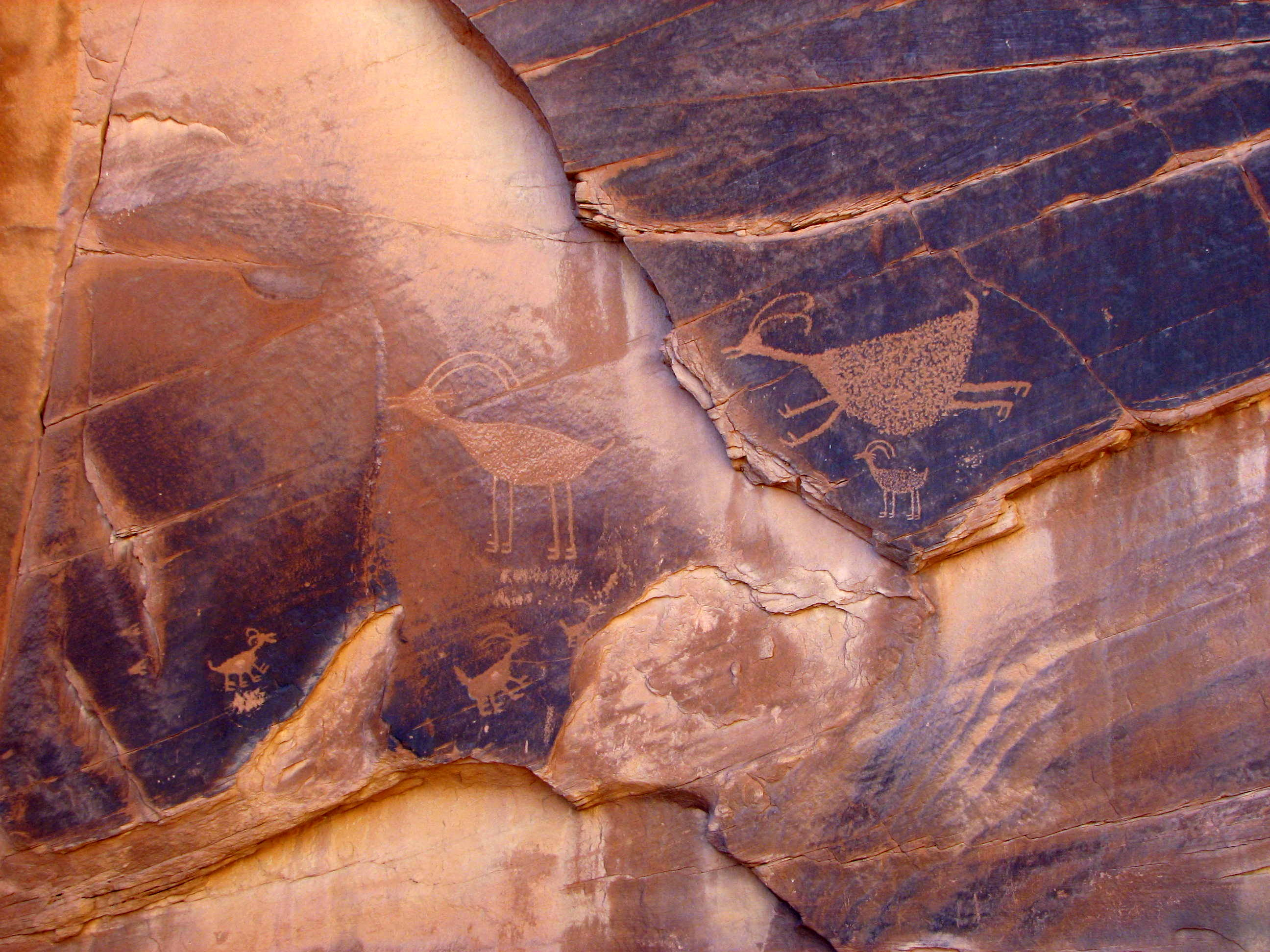
Петроглифы в Долине монументов с изображением толсторогов

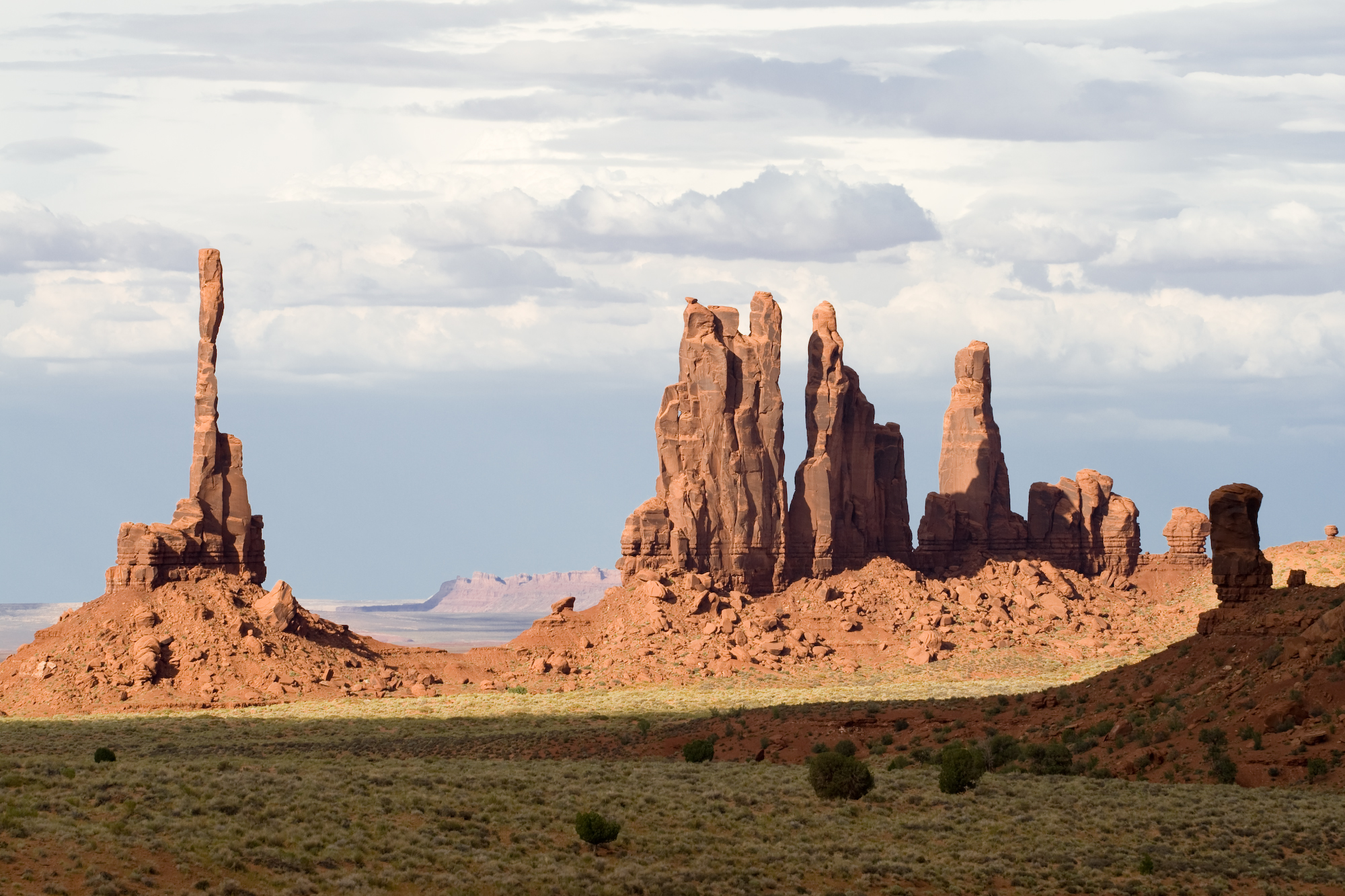
Тотемный столб и Yei Bi Chei

На территории долины работает парк «Долина монументов», принадлежащий племени навахо.
Долина служит одной из наиболее известных туристических достопримечательностей США; на её территории снимались сцены многих кинофильмов, а также клипов и рекламных роликов, посвящённых «ковбойской» тематике.

## В массовой культуре
Долина монументов фигурировала во множестве компьютерных игр, в печатных изданиях и в кинофильмах, включая многочисленные вестерны режиссёра Джона Форда, которые повлияли на представление зрителей об американском Западе, такие как «Дилижанс» (1939), «Моя дорогая Клементина» (1946), «Форт Апачи» (1948), «Она носила желтую ленту» (1949) и «Искатели» (1956).
Многие более поздние фильмы других режиссёров также были сняты в Долине монументов, в том числе «Однажды на Диком Западе» Серджио Леоне (1967), первый спагетти-вестерн, снятый за пределами Европы, и «Одинокий рейнджер» Гора Вербински. Сцены из фильма Блейка Эдвардса «Миссури», а также двух фильмов «Назад в будущее» и «Форрест Гамп» Роберта Земекиса также снимались в Долине монументов.